# Beqa

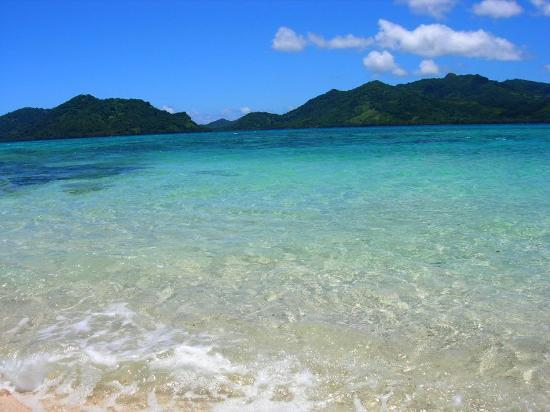
Beqa ön.

Beqa är en ö i Fiji, och ligger tio kilometer norr om huvudön Viti Levu, den ingår i ögruppen Viti Levu-öarna. Ön har en yta om 36 kvadratkilometer och en högsta höjd på 457 meter.
På ön finns åtta byar, den främst kända är Rukua som ligger på västkusten. Den är känd för sin eldvandrartradition. En välkänd semesterort är Beqa Lagoon Resort.
Fiji Times rapporterade den 25 februari 2006 att över 3 000 invånare i sex av byarna och fem av semesterorterna utforskade nya sätt att ta fram pålitliga energikällor för öns behov. Vind- och solkraft övervägdes, tillsammans med en kabel över Beqasundet från huvudön. En rapport från 6 mars hävdade att Beqa Lagoon Resort var villig att investera i en förnybar kraftkälla för ön.